# ジュランソン
ジュランソン(Jurançon)は、フランス南西部ヌーヴェル＝アキテーヌ地域圏ピレネー＝ザトランティック県にあるコミューン。
県の中央部にあり、県庁所在地ポーの南西に接している。ポーの中心街とジュランソン村の中心部は、2kmあまりしか離れておらず、市街地がほぼ地続きになっている。6つの村からなる小郡の庁舎がある。

## 人口統計
| 1962年 | 1968年 | 1975年 | 1982年 | 1990年 | 1999年 | 2006年 |
| ------ | ------ | ------ | ------ | ------ | ------ | ------ |
| 5930   | 6864   | 7867   | 7345   | 7538   | 7378   | 6937   |

## 姉妹都市
- ボルハ、スペイン